# Claus Andersen (1859–1911)
Ej att förväxla med Claus Andersen (1624–1681)
Claus Andersen, född 16 mars 1859 i Voss, död 1911 i Tromsø, var en norsk köpman, guldsmed och pälshandlare. Han etablerade sig 1889 som affärsman i Tromsø med försäljning av samiskt och nordnorskt konsthantverk av ben, guld och pälsverk. Han utrustade senare flera övervintringsexpeditioner till Svalbard på 1910-talet. Bland annat grundade han 1907 fångsthyddor vid Hyttevika längst i söder på Spetsbergen och 1910 i Krosspynten i Wijdefjorden längst norrut.
Claus Andersen var en av de mest aktiva organisatörerna av Svalbardspälsfångst under den tidigaste perioden av norsk fångst där.